# キーパー ある兵士の奇跡
『キーパー ある兵士の奇跡』（キーパー あるへいしのきせき、原題：The Keeper）は、2018年のイギリス・ドイツの伝記映画。監督はマルクス・H・ローゼンミュラー、出演はダフィット・クロスとフレイア・メイヴァーなど。
元ドイツ兵の身分からマンチェスター・シティFCのサッカー選手に転身し、その後イギリスの国民的英雄となったバート・トラウトマンの実話を基にしている。
2018年秋に開催されたチューリッヒ映画祭で初上映された。

## キャスト
- バート・トラウトマン: ダフィット・クロス
- マーガレット・フライアー: フレイア・メイヴァー（英語版）
- ジャック・フライアー: ジョン・ヘンショウ（英語版）
- スマイス軍曹: ハリー・メリング
- ロバーツ: デイヴ・ジョーンズ
- ビル・ツイスト: マイケル・ソーチャ（英語版）
- ベッツィ: クロエ・ハリス
- アルフ・マイヤーズ: ミッキー・コリンズ
- ジョック・トムソン（英語版）: ゲイリー・ルイス
- クラリス・フライアー: デヴラ・カーワン（英語版）

## 作品の評価
Rotten Tomatoesによれば、批評家の一致した見解は「『キーパー ある兵士の奇跡』は安易な感傷に陥ってしまっているが、この事実に基づいたドラマの温かい精神はその耽溺を許しやすいものにしている。」であり、30件の評論のうち高評価は87%にあたる26件で、平均点は10点満点中6.4点となっている。
Metacriticによれば、6件の評論のうち、高評価は1件、賛否混在は5件、低評価はなく、平均点は100点満点中52点となっている。